# Гибридный бондграф
Гибридный бондграф — графическое описание динамической системы с разрывами, т.е. гибридной динамической системы.  Как и обычный бондграф, гибридный бондграф опирается на принцип сохранения энергии. Вместе с тем, за счёт мгновенных переключений гибридный граф допускает описание скачков энергии .